# Сеид Акрам
Сеид Акрам-хан Тура — представитель правящей узбекской династии мангытов, четвёртый сын Эмира Бухары Музаффара. Был наместником многих бекства Бухарского эмирата.
Был единственным из сыновей Музаффара, не лишившимся своего поста после воцарения на престол своего брата, Сеид Абдулахад-хана.

## Биография
За время правления эмира Музаффара Сеид Акрам с малых лет был назначен последовательно наместником бекств Байсун, Карши и Гузар.
Согласно завещанию Музаффара, он был утверждён наместником Гузарского бекства своим братом, эмиром Сеид Абдулахад-ханом. В Гузаре он оставался беком как минимум до 1908 года.
При эмире Сеид Алим-хане был назначен беком Шахрисабза.
Мирза Салимбек в своём сочинении «Тарих-и Салими» про Сеид Акрама пишет следующее:

Со времени правления благородного отца, и во время правления славного брата эмира Абдалахад-хана, и при господстве своего племянника, Саййида эмира Алим-хана, высокого происхождения, Саййид Мир Акрам-хан находится на престоле правления вилайата Хузар в постоянном почете и уважении. И все это благодаря преданности и добродушию, доверию и повиновению своему господину. Старший принц имеет множество детей с долгой жизнью.

## Семья
У Сеид Акрама было множество детей. При эмирах Музаффаре и Сеид Абдулахад-хане сын Сеид Акрама, Сеид Касым-хан правил бекством Чиракчи и одна из дочерей Сеид Абдулахад-хана была замужем за него.